# Kodeks 086
Kodeks 086 (Gregory-Aland no. 086),  ε 35 (von Soden) – grecko-koptyjski kodeks uncjalny Nowego Testamentu na pergaminie, paleograficznie datowany na VI wiek. Rękopis przechowywany jest w British Library (Oriental Manuscripts 5707) w Londynie. Jest palimpsestem.

## Opis
Do dziś zachowało się jedynie 13 kart kodeksu (27 na 23 cm) z tekstem Ewangelii Jana (1,23-26; 3,5-4,23-35.45-49). Tekst pisany jest dwoma kolumnami na stronę, 20 linijek w kolumnie, 9-12 liter w linijce. Litery są wielki i okrągłe, nie stosuje przydechów, ani akcentów. Jest palimpsestem, tekst górny zawiera koptyjskie tabele i formuły.
Grecki tekst kodeksu jest zgodny z aleksandryjską tradycją tekstualną. Kurt Aland zaklasyfikował go do kategorii III.
Gregory w 1908 roku dał mu siglum 086. Kodeks badali W. E. Crum, F. G. Kenyon, U. B. Schmid, D. C. Parker, W. J. Elliott. INTF datuje go na VI wiek.